# Jamal Lewis
Jamal Piaras Lewis (25 de gener de 1998) és un futbolista professional nord-irlandés que juga de lateral esquerre pel Norwich City FC i per l'equip nacional d'Irlanda del Nord.